# Fields of the Nephilim
Fields Of The Nephilim (англ. Поля Нефилима) — британская музыкальная группа, основанная в 1984 году и работающая в жанре готик-рока. Творчество коллектива и сценический имидж музыкантов оказали существенное влияние на дальнейшее развитие готической музыки и субкультуры в целом.

## История

### Ранний период
Группа была образована в 1984 году в городе Стивенэйдж (Хартфордшир, Англия) на базе коллектива Perfect Disaster. В первоначальный состав вошли вокалист Карл МакКой, гитарист Пол Райт, ударник Нод Райт, саксофонист Гэри Вискер и басист Тони Петтитт. Название Fields of the Nephilim группе дал вокалист Карл МакКой, с юных лет интересовавшийся оккультизмом. Слово «нефилим», по утверждению МакКоя, встречается в библейской книге Бытия и обозначает потомков ангелов и смертных женщин.
Вскоре музыканты начали активную концертную деятельность, привлекая внимание публики своим оригинальным имиджем: они появлялись на сцене в длинных плащах, покрытых пылью, а также неизменных ковбойских шляпах и высоких сапогах. Тексты песен группы были посвящены преимущественно оккультной тематике, а некоторые из них были навеяны творчеством американского писателя Говарда Ф. Лавкрафта.
Спустя некоторое время покинувшего коллектив Гэри Вискера заменил второй гитарист Питер Йейтс. В 1985 году группа за собственный счёт выпустила демо-альбом Burning the Fields, который привлёк внимание лейбла Beggars Banquet Records, заключившего с группой контракт и в 1986 году выпустившего два сингла Fields of the Nephilim — «Power» и «Preacher Man». Оба сингла попали в независимый чарт Великобритании, причём «Preacher Man» добрался до второй позиции.

### Коммерческий успех
Первый студийный альбом коллектива — Dawnrazor — вышел на лейбле Situation Two Records в 1987 году. Диск оказался хорошо принят публикой, и в его поддержку группа совершила гастрольный тур по Европе. Уже на следующий год музыканты записали второй полноценный альбом, The Nephilim, позволивший им впервые выступить в США и укрепивший известность команды. Этот альбом достиг двенадцатой строчки в британских чартах и сопровождался успешным синглом «Moonchild». В том же году была издана первая официальная видеозапись выступления группы под названием Forever Remain.
В 1990 году Fields of the Nephilim выпустили третий альбом Elizium, многими поклонниками признающийся эталонным, а также двойной концертный альбом Earth Inferno. Однако, несмотря на растущий успех, внутри группы начались разногласия, достигшие своего апогея к 1991 году. Концерт в Дюссельдорфе 31 мая 1991 года стал последним выступлением группы, а окончательно она распалась с уходом Карла МакКоя из коллектива в октябре того же года.

### Деятельность участников группы после её распада
Вокалист Карл МакКой собрал новую команду под названием The Nefilim, выпустившую единственный альбом Zoon в 1996 году.
Другие бывшие участники Fields of the Nephilim — Питер Йейтс, Тони Петтитт и братья Райт — организовали группу The Rubicon, пригласив в качестве вокалиста Алана Дилэни, и также издали один альбом What Starts, Ends в 1992 году. Впоследствии братья Райт основали собственную группу Last Rites, а Тони Петтитт ушёл в готик-метал коллектив NFD.

### Реорганизация группы и современный период
Деятельность сайд-проектов бывших участников коллектива была коммерчески неприбыльной, в результате чего спустя почти десять лет группа Fields of the Nephilim была реорганизована.
«Возрождённые» Fields of the Nephilim вернулись с альбомом Fallen в 2002 году. Этот диск, формально являвшийся четвёртой студийной работой группы, на самом деле представлял собой релиз ранее неизданных композиций, осуществлённый без согласия её участников.
Привлекая сессионных музыкантов для концертных выступлений, Карл МакКой фактически самостоятельно записал новый альбом Mourning Sun в 2005 году. На данный момент это последний студийный диск, вышедший под именем Fields of the Nephilim. В 2011 году группа стала хэдлайнером фестиваля Wave Gothic Treffen, а в 2012 выпустила DVD Ceromonies.

## Дискография

### Альбомы
|          | Год  | Название                   | Инди-чарт Великобритании Позиция | Позиция в Альбомном Чарте Великобритании |
| -------- | ---- | -------------------------- | -------------------------------- | ---------------------------------------- |
| Май      | 1987 | Dawnrazor                  | #1                               | #62                                      |
| Сентябрь | 1988 | The Nephilim               | #2                               | #14                                      |
| Сентябрь | 1990 | Elizium                    |                                  | #22                                      |
| Апрель   | 1991 | Earth Inferno (концертный) |                                  | #39                                      |
| Октябрь  | 2002 | Fallen                     |                                  |                                          |
| Ноябрь   | 2005 | Mourning Sun               |                                  |                                          |

### Синглы
|          | Год  | Название                                    | Инди-Чарт Великобритании Позиция | Позиция в Альбомном Чарте Великобритании |
| -------- | ---- | ------------------------------------------- | -------------------------------- | ---------------------------------------- |
| Октябрь  | 1986 | «Power»                                     | #24                              | dnc                                      |
| Апрель   | 1987 | «Preacher Man»                              | #2                               | dnc                                      |
| Июль     | 1987 | «Burning The Fields (EP)»                   | #2                               | dnc                                      |
| Октябрь  | 1987 | «Blue Water»                                | #1                               | #75                                      |
| Июнь     | 1988 | «Moonchild»                                 | #1                               | #28                                      |
| Май      | 1989 | «Psychonaut»                                | #2                               | #35                                      |
| Июль     | 1990 | «For Her Light»                             |                                  | #54                                      |
| Ноябрь   | 1990 | «Sumerland (Dreamed)»                       |                                  | #37                                      |
| Май      | 2000 | «One More Nightmare (Trees Come Down A.D.)» |                                  | #86                                      |
| Сентябрь | 2002 | «From The Fire»                             |                                  | #62                                      |
| Март     | 2016 | «Prophecy»                                  |                                  |                                          |

### Другие релизы
- Returning To Gehenna, октябрь 1987 (compilation)
- Laura, 1986 (compilation)
- BBC Radio 1 — Live in Concert, 1992
- Revelations, 1993 (compilation)
- From Gehenna To Here, 2001 (compilation)
- Genesis and Revelations , 2006 (unofficial release & DVD)

### Видео
- Forever Remain, 1988 (live)
- Morphic Fields, 1989
- Visionary Heads, 1991 (live)
- Revelations, 1993
- Revelations/Forever Remain/Visionary heads, 2002 Compilation DVD
- Ceromonies, 2012 Live DVD & bonus